# TukWeek
TukWeek — («тик вік») — модний показ у Київському університеті культури і мистецтв, в якому студенти Кафедри індустрії моди демонструють свої роботи з перукарського мистецтва, візажу та дизайну одягу і аксесуарів.
У програмі беруть участь дизайнери зачіски, стилю та одягу 1-4 курсів. Студенти створюють власні колекції модного вбрання і образів, які присвячені різним тематикам.
Щороку концепція заходу змінюється. У 2017 році були представлені такі колекції, як: «Мілітарі», «Ахроматична осінь», «Драйв», «Містичні історії», «Грим», «Воїни-самураї», «Модерн», «Монстер Хай», «Образ нареченої».. У 2018 році тематикою стала лісова містика Концепція заходу ґрунтувалась на лісовій містиці, якою пронизані всі фантастичні історії та фільми жахів. Були представлені герої драми-феєрії «Лісова пісня» видатної української письменниці Лесі Українки, «Русалки», «Дикі звірі», «Дроворуби». Родзинкою модного шоу став перфоманс від провідних стилістів ТМ Matrix, котрі створювали прямо на сцені яскраві епатажні зачіски, що майоріли всіма кольорами веселки.